# Prong
I Prong sono una band industrial metal statunitense formatasi a New York nel 1986 e allora composta dal cantante e chitarrista Tommy Victor e del batterista Ted Parsons.

## Storia
I Prong sono una band industrial metal statunitense formatasi a New York nel 1986 per volere del cantante e chitarrista Tommy Victor e del batterista Ted Parsons. Una carriera segnata da un non indifferente alternarsi di bassisti non ha impedito al gruppo di conquistare i favori di un pubblico cresciuto con Killing Joke, Swans e Throbbing Gristle, imponendosi di fatto come uno dei fondatori e principali esponenti del genere.
La loro discografia imperniata sul personalissimo riffing chirurgico del frontman è stata ispiratrice del sound di molti gruppi di successo al termine degli anni '90, come Machine Head, Static-X, Korn, Nine Inch Nails. Tra il 1993 ed il 1996 il gruppo ha collaborato con Paul Raven, e per l'album Rude Awakening ha lavorato su samples e programming con l'apporto di Charlie Clouser (NIN).
All'apice di un momento artistico estremamente interessante, i Prong vennero scaricati nel 1997 dalla propria casa discografica, costringendo Ted Parsons a chiamarsi fuori. Nel 2002 Tommy Victor, dopo un periodo di collaborazioni con Glenn Danzig e parte del gotha techno industrial statunitense (Tape Worm Proje, Rob Zombie) ha riassemblato il progetto lavorando con nuovi musicisti (l'apprezzabilissimo chitarrista Monte Pittman - insegnante e turnista d'eccezione per Madonna) e dopo il ritorno discografico con Scorpio Rising (2003) si parla di un nuovo album previsto per il prossimo futuro.
Nel 2006 Paul Raven e Tommy Victor hanno costituito l'anima del violento ritorno sulle scene dei Ministry con il disco Rio Grande Blood. Si rumoreggia che il duo sia attualmente al lavoro su un nuovo disco.
Il 2 ottobre 2007 i Prong pubblicano il disco Power of the Damager, uscito poi in versione remix nel 2009 col titolo di Power of the Damn Mixxxer.
Fra il 2007 e inizio 2008 i Prong si imbarcano nei Slicing Across America e Slicing Across Europe, tour di supporto dell'album Power of the Damager. Si uniscono a Tommy Victor, nell'attuale formazione live, anche Monte Pittman e il batterista Aaron Rossi.
Il 20 ottobre 2007, Paul Raven muore nel sonno, all'età di 46 anni, a causa di un attacco cardiaco.
Aaron Rossi si unisce ai Ministry come loro nuovo batterista per il C U LaTour che ha inizio a marzo 2008.
A febbraio 2008, Headbanger's Ball ha presentato l'anteprima del video Power Of The Damager.
Alexei Rodriguez e Tony Campos degli Static-X entrano a far parte della lineup insieme a Tommy di supporto ai Soulfly per il "Blood Fire War Hate", nell'autunno del 2009.
La band supporta i Fear Factory nel tour che termina a giugno 2010. I Prong pubblicano un nuovo album, Carved Into Stone, il 23 aprile del 2012. Poco dopo Tony Campos lascia il gruppo, sostituito da Jason Christopher; Rodriguez lascia la band l'anno successivo, sostituito da Art Cruz.
Nella primavera del 2014 esce l'album Ruining Lives, supportato da un tour mondiale che tocca anche l'Europa con 23 concerti insieme agli italiani Klogr.

## Formazione

### Formazione attuale
- Tommy Victor – voce, chitarra (1986-1997, 2002-presente)
- Jason Christopher – basso, cori (2012-presente)
- Art Cruz – batteria (2013-presente)

### Ex componenti
- Mike Kirkland – basso, cori (1986-1990)
- Troy Gregory – basso, cori (1990-1993)
- John Bechdel – tastiere, programmazione (1993-1995)
- Paul Raven – basso (1993-1996)
- Ted Parsons – batteria, percussioni, cori (1986-1997)
- Brian Perry – basso (2002-2003)
- Dan Laudo – batteria (2002-2005)
- Monte Pittman – chitarra, basso, cori (2002-2008)
- Mike Longworth – basso (2003-2009)
- Aaron Rossi – batteria (2005-2009)
- Tony Campos – basso, cori (2009-2012)
- Alexei Rodriguez – batteria (2009-2013)

## Discografia

### Album in studio
- 1987 – Primitive Origins
- 1988 – Force Fed
- 1990 – Beg to Differ
- 1991 – Prove You Wrong
- 1994 – Cleansing
- 1996 – Rude Awakening
- 2003 – Scorpio Rising
- 2007 – Power of the Damager
- 2012 – Carved into stone
- 2014 – Ruining Lives
- 2016 – X (No Absolutes)
- 2017 – Zero Days

### EP
- 1987 – Primitive Origins
- 1990 – The Peel Sessions
- 1992 – Whose Fist Is this Anyway?
- 1993 – Snap Your Fingers, Break Your Back (The Remix EP)

### Live
- 2002 – 100% Live
- 2014 – Unleashed in the West: Live in Berlin

### Remix
- 2009 – Power of the Damn Mixxxer